# Argyrophis fuscus
Argyrophis fuscus är en ormart som beskrevs av Duméril 1851. Argyrophis fuscus ingår i släktet Argyrophis och familjen maskormar. Inga underarter finns listade i Catalogue of Life.
Denna orm är känd från ett enda exemplar som hittades omkring 1850 på Java. Antagligen gräver arten i lövskiktet och i det översta jordlagret. Honor lägger troligtvis ägg.
Inget är känt angående populationens storlek och möjliga hot. IUCN listar arten med kunskapsbrist (DD).